# Malý Beranov
Malý Beranov (německy Klein Beranau) je obec v okrese Jihlava v Kraji Vysočina. Žije zde 623 obyvatel.

## Název
Název se vyvíjel od varianty Klein Beranau, Beranauer Brücke, Malý Beranov a U mostu (1846) a Klein Beranau a Malý Beranau v roce 1872. Pojmenování Beranauer Brücke a U mostu jsou odvozeny od toho, že osada byla postavena u mostu přes řeku Jihlavu. Místní jméno vzniklo přidáním přivlastňovací přípony -ov k osobnímu jménu Baran, přívlastek malý byl použit pro odlišení od blízkého Velkého Beranova.

## Historie
První písemná zmínka o obci pochází z roku 1760. Ves vznikla v roce 1760 parcelací beranovského dvora.

## Přírodní poměry
Nachází se 2,5 kilometru jihozápadně od Velkého Beranova, osm kilometrů severozápadně od Luk nad Jihlavou a šest kilometrů východně od Jihlavy. Geomorfologicky je oblast součástí Česko-moravské subprovincie, konkrétně Hornosázavské pahorkatiny a jejího podcelku Jihlavsko-sázavská brázda, v jejíž rámci spadá pod geomorfologický okrsek Beranovský práh. Průměrná nadmořská výška činí 482 metrů. Nejvyšší bod o nadmořské výšce 556 metrů se nachází severně od obce. Jihovýchodní hranici katastru tvoří řeka Jihlava.

## Obyvatelstvo
Podle sčítání 1930 zde žilo v 44 domech 418 obyvatel. 392 obyvatel se hlásilo k československé národnosti a 20 k německé. Žilo zde 352 římských katolíků, 12 evangelíků, 64 příslušníků Církve československé husitské a 9 židů.
| Rok            | 1869 | 1880 | 1890 | 1900 | 1910 | 1921 | 1930 | 1950 | 1961 | 1970 | 1980 | 1991 | 2001 | 2011 | 2021 |
| -------------- | ---- | ---- | ---- | ---- | ---- | ---- | ---- | ---- | ---- | ---- | ---- | ---- | ---- | ---- | ---- |
| Počet obyvatel | 254  | 241  | 338  | 453  | 556  | 458  | 418  | 392  | 511  | 442  | 506  | 541  | 554  | 586  | 568  |
| Počet domů     | 21   | 22   | 26   | 32   | 36   | 42   | 44   | 77   | 80   | 85   | 90   | 113  | 124  | 149  | 164  |

## Obecní správa a politika
V letech 1869–1930 patřila k Velkému Beranovu. Od 1. dubna 1980 do 30. června 1990 byla součástí města Jihlava. Od 1. července 1990 je opět samostatnou obcí.

### Zastupitelstvo a starosta
Obec má devítičlenné zastupitelstvo, v jehož čele stojí starosta Luděk Hůlka.
| Období    | Voliči | Účast v % | Mandáty | Výsledky                  | Starosta     |
| --------- | ------ | --------- | ------- | ------------------------- | ------------ |
| 2002–2006 | 434    | 75,58     | 9       | 4 KDU-ČSL 3 SNK I 2 SNK 2 | Václav Kodet |
| 2006–2010 | 466    | 60,94     | 9       | 5 SNK I 4 KDU-ČSL         | Petr Tomášek |
| 2010–2014 | 484    | 65,91     | 9       | 6 SNK I 3 KDU-ČSL         | Petr Tomášek |
| 2014–2018 | 495    | 61,21     | 9       | 5 SNK I. 4 Nezaujatí      | Luděk Hůlka  |

### Obecní symboly
Znak a vlajka byly obci uděleny rozhodnutím předsedkyně Poslanecké sněmovny Parlamentu České republiky dne 8. listopadu 2024.

## Hospodářství a doprava
V obci sídlí firmy RECYTEX s.r.o., VOMAPLAST s.r.o., HELP Hreha CZ s.r.o, Střechreal s.r.o., MARIDOL s.r.o., Your Future Building s.r.o., DOLEMAR s.r.o., SECURITY COBRA s.r.o., EBDIT, s.r.o, HELP H&K, s.r.o., JILANA, a.s. a FINALGLASS, spol. s r.o. Obcí prochází silnice II. třídy č. 602 z Jihlavy do Velkého Beranova a komunikace III. třídy č. 0024 a železniční trať č. 240 z Brna do Jihlavy. Dopravní obslužnost zajišťují dopravci Dopravní podnik města Jihlavy a České dráhy. Městská hromadná doprava je zastoupena linkou
765012 a vlaky jezdí ve směrech Brno a Jihlava. Obcí prochází cyklostezka Jihlava – Třebíč – Raabs a červeně značená turistická trasa.

## Školství, kultura a sport
Mateřská škola Beránek, Malý Beranov.
V obci stojí kostel Božského srdce Páně z roku 1939.